# روي إيمرسون
روي إيمرسون (بالإنجليزية: Roy Emerson) (مواليد 3 نوفمبر 1936) لاعب كرة مضرب أسترالي. يعد اللاعب الذكر الوحيد الذي فاز ببطولات الفردي والزوجي في البطولات الكبرى (الجراند سلام). حيث بلغ مجموع البطولات 28 بطولة كبرى. 12 في الفردي و16 في الزوجي.

## نهائيات البطولات الكبرى في الفردي

### فاز (12)
| السنة | البطولة             | الخصم في النهائي | النتيجة في النهائي      |
| 1961  | البطولات الأسترالية | رود لافر         | 1–6, 6–3, 7–5, 6–4      |
| 1961  | البطولات الأمريكية  | رود لافر         | 7–5, 6–3, 6–2           |
| 1963  | البطولات الأسترالية | كين فليتشر       | 6–3, 6–3, 6–1           |
| 1963  | البطولات الفرنسية   | بيير دارمون      | 3–6, 6–1, 6–4, 6–4      |
| 1964  | البطولات الأسترالية | فريد ستول        | 6–3, 6–4, 6–2           |
| 1964  | ويمبلدون            | فريد ستول        | 6–4, 12-10, 4–6, 6–3    |
| 1964  | البطولات الأمريكية  | فريد ستول        | 6–2, 6–2, 6–4           |
| 1965  | البطولات الأسترالية | فريد ستول        | 7–9, 2–6, 6–4, 7–5, 6–1 |
| 1965  | ويمبلدون            | فريد ستول        | 6–2, 6–4, 6–4           |
| 1966  | البطولات الأسترالية | أرثر آش          | 6–4, 6–8, 6–2, 6–3      |
| 1967  | البطولات الأسترالية | أرثر آش          | 6–4, 6–1, 6–1           |
| 1967  | البطولات الفرنسية   | توني روتشي       | 6–1, 6–4, 2–6, 6–2      |

### وصيف (3)
| السنة | البطولة             | الخصم في النهائي | النتيجة في النهائي      |
| 1962  | البطولات الأسترالية | رود لافر         | 8–6, 0–6, 6–4, 6–4      |
| 1962  | البطولات الفرنسية   | رود لافر         | 3–6, 2–6, 6–3, 9–7, 6–2 |
| 1962  | البطولات الأمريكية  | رود لافر         | 6–2, 6–4, 5–7, 6–4      |

## نهائيات البطولات الكبرى في الزوجي
- البطولات الأسترالية
  - بطل زوجي الرجال: 1962, 1966, 1969
  - وصيف زوجي الرجال: 1958, 1960, 1961, 1964, 1965
  - وصيف زوجي المختلط: 1956
- البطولات الفرنسية
  - بطل زوجي الرجال: 1960, 1961, 1962, 1963, 1964, 1965
  - وصيف زوجي الرجال: 1959, 1967, 1968, 1969
  - وصيف زوجي المختلط: 1960
- ويمبلدون
  - بطل زوجي الرجال: 1959, 1961, 1971
  - وصيف زوجي الرجال: 1964, 1967
- البطولات الأمريكية
  - بطل زوجي الرجال: 1959, 1960, 1965, 1966
  - وصيف زوجي الرجال: 1970

## وصلات خارجية
- روي إيمرسون على موقع رابطة محترفي التنس (الإنجليزية)
- روي إيمرسون على موقع الاتحاد الدولي لكرة المضرب (الإنجليزية)
- روي إيمرسون على موقع كأس ديفيز (الإنجليزية)
- روي إيمرسون على موقع قاعة مشاهير كرة المضرب الدولية (الإنجليزية)
- روي إيمرسون على موقع اتحاد التنس الأسترالي (الإنجليزية)
- روي إيمرسون على موقع بطولة ويمبلدون (الإنجليزية)
- روي إيمرسون على موقع خلاصة التنس.كوم (الإنجليزية)
- روي إيمرسون على موقع قاعة أستراليا للمشاهير الرياضية (الإنجليزية)
- معلومات عن اللاعب
- إحصائيات عن اللاعب